# آندرانیک هاکوبیان (دولتمرد)
آندرانیک هایکی هاکوبیان (ارمنی: Անդրանիկ Հայկի Հակոբյան؛  زادهٔ ۲ ژانویهٔ ۱۹۵۷) سیاستمدار اهل ارمنستان است.

## زندگی‌نامه
وی در ۲ ژانویهٔ ۱۹۵۷ در نوراتوس به دنیا آمد و از دانشگاه دولتی زبان‌ها و علوم اجتماعی بروسوف ایروان (۱۹۷۳-۱۹۷۸) فارغ‌التحصیل گشت. همچنین برندهٔ جوایزی همچون نشان آنانیا شیراکاتسی (۲۰۰۷) شده است.

## یادداشت
1. ↑  ՀՀ Գեղարքունիքի մարզպետի տեղակալ